# Chi protegge il testimone
Chi protegge il testimone (Someone to Watch Over Me) è un film del 1987 diretto da Ridley Scott.

## Trama
Il detective Mike Keegan è stato incaricato di proteggere Claire Gregory, una donna bella e ricca di Manhattan, poiché testimone oculare dell'omicidio di un suo amico, Winn Hockings, avvenuto durante un party. A colpire a morte l'uomo è stato il suo ex-socio, Joey Venza.
A Mike - inizialmente seccato di doversi occupare esclusivamente della sorveglianza di Claire - toccano i turni di notte in casa della donna; i due non sembrano andare d’accordo, data anche le diversa estrazione sociale. Tuttavia, l’intimità forzata porta poliziotto e testimone a innamorarsi e il matrimonio del detective inizia a vacillare. Ellie, sua moglie nonché collega, inizia infatti ad avere dei sospetti che si tramutano in certezza una volta che Mike viene messo alle strette e così i due si separano e l'uomo si trasferisce temporaneamente da Claire, che a sua volta ha lasciato il fidanzato, Neil Steinhart.
Una sera Venza compie l'estremo tentativo di stanare Claire prendendo in ostaggio proprio Ellie e suo figlio Tommy. A risolvere la situazione sparando a Venza sarà Ellie stessa, in una ritrovata sintonia con il marito che stava perdendo. 
Claire, finalmente di nuovo libera, annuncia di voler partire facilitando con quest'ultimo gesto il riavvicinamento della coppia coniugata.

## Titolo
Il titolo inglese è quello della celebre canzone Someone to watch over me composta da George Gershwin e Ira Gershwin che fa parte della colonna sonora.